# Șiria
Șiria (en alemán: Hellburg; en húngaro: Világos) es una comuna en el Distrito de Arad, Rumania. Según el censo de 2011 tenía 8 103 habitantes.
El territorio administrativo de la comuna es de 12 106 hectáreas (29 914,6 acre) y se encuentra en la zona de contacto de la meseta de Arad y las montañas Zărand. Se compone de tres pueblos: Galșa (Galsa), Mâsca (Muszka) y Șiria (situado a 28 kilómetros de Arad).

## Población
Según el último censo, la población de la comuna es de 8 103 habitantes, de los cuales el 81,3% son rumanos, el 4,4% húngaros, el 12,0% gitanos, el 1,8% alemanes, el 0,2% ucranianos y el 0,3% son de otras nacionalidades o no declaradas.

## Historia

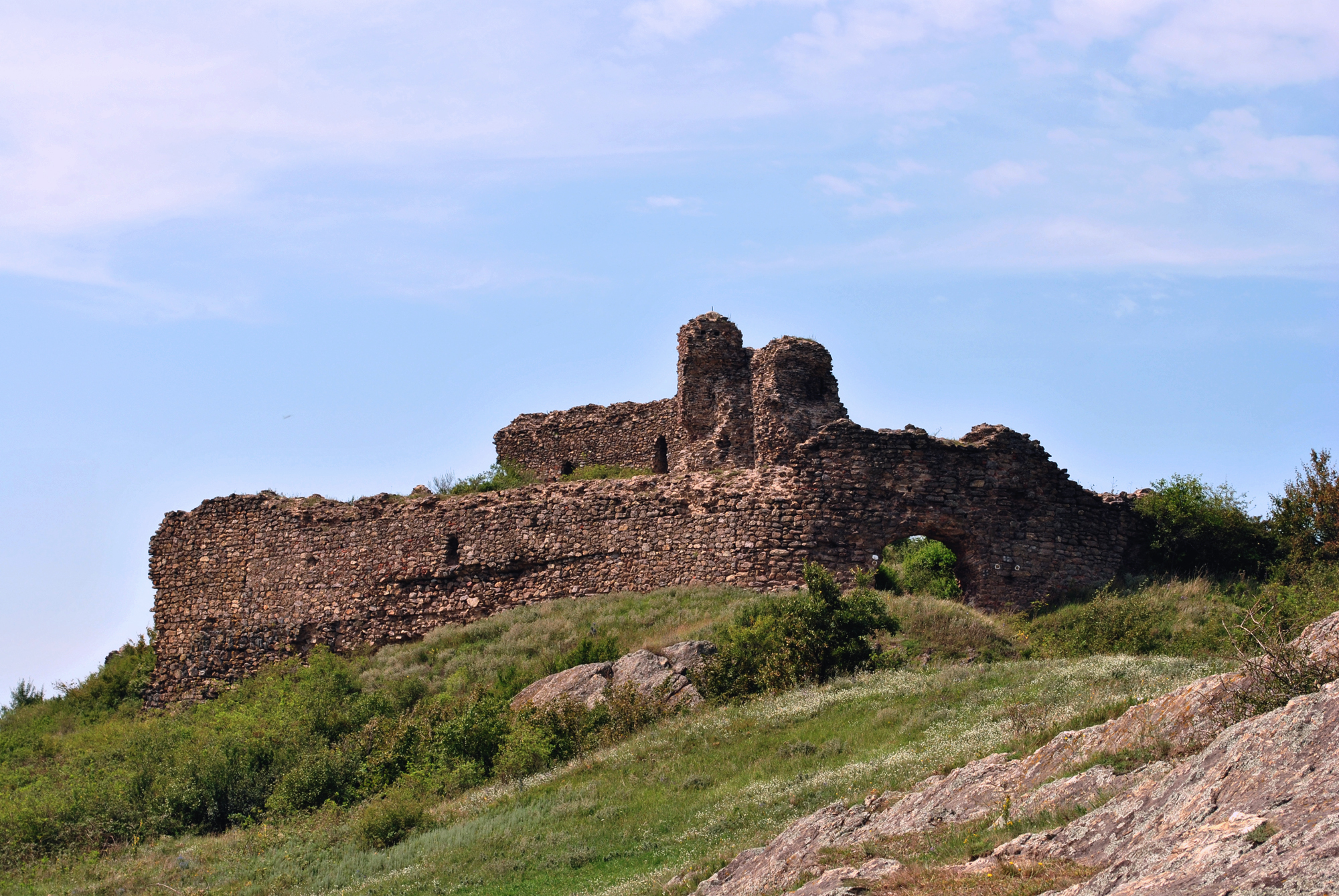
Ruinas del castillo de Șiria.

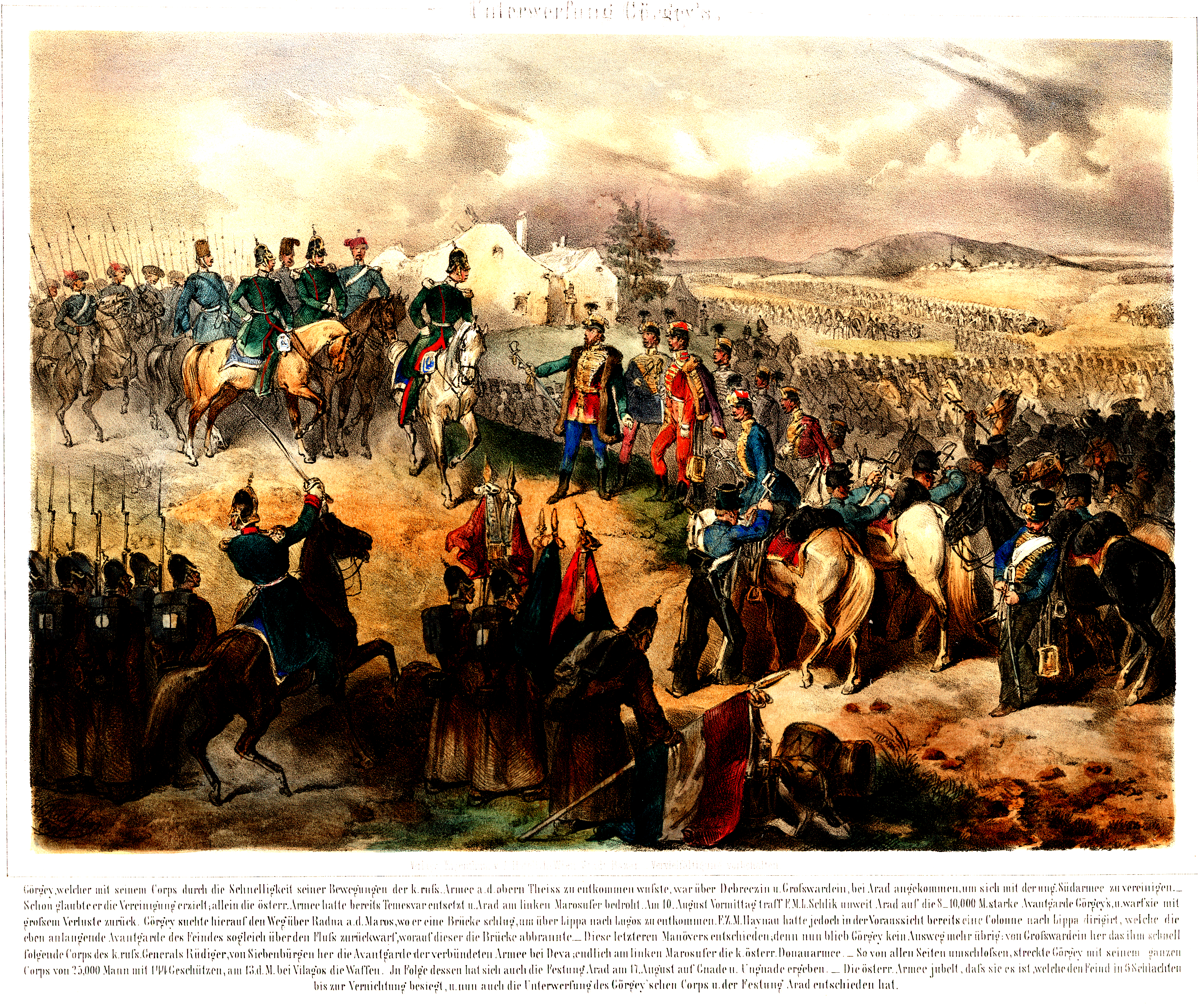
Capitulación del ejército húngaro, 1849.

El primer registro documental de Șiria se remonta a 1169. Galșa fue documentada en 1202 o 1203, y Mîsca en 1331.
En 1785, fue destruida por las tropas del Imperio Habsburgo.
En 1849, el pueblo formaba parte del Reino de Hungría y fue sede de las revoluciones de 1848 en los Estados de los Habsburgo, incluida la rendición en Világos: el 13 de agosto de 1849 el ejército húngaro dirigido por Artúr Görgey se rindió al general ruso Theodor von Rüdiger en el campo debajo del castillo de Șiria, que puso fin a la revolución húngara de 1848.
En 1940, los soldados rumanos desmovilizados se retiraron a Șiria después de la pérdida del norte de Transilvania. Aquí cantaron «Dac-am plecat, Ardealule, din tine», que se hizo popular entre sus habitantes.

## Economía
Aunque la economía de la comuna es predominantemente agrícola, los sectores económicos secundarios y terciarios también se han desarrollado recientemente. La comuna de Șiria es conocida como un importante centro vitivinícola de la región. Sus recursos incluyen granito y piedra caliza, extraídos en Galeda.

## Turismo
Las ruinas del castillo de Șiria datan del siglo XIII. Con el tiempo, fue poseída por Juan Hunyadi en 1444, luego fue ocupada por los rebeldes liderados por György Dózsa y fue la guarnición militar de Miguel el Valiente. Se consideró un importante punto estratégico de la región.
Otros lugares de interés turístico son la iglesia en Șiria construida entre 1700 y 1750, la tumba de Emil Monţia, la "Adormirea Maicii Domnului" construida en 1746 y el castillo barroco del siglo VII en Galșa, la "Adormirea Maicii Domnului" en Mîsca que data de 1703, y el monasterio de Feredeu.

## Personajes ilustres
El nombre de la comuna está relacionado con dos personalidades: Ioan Slavici, escritor rumano (1848-1925) y Emil Monţia, compositor rumano. La información sobre ellos se presenta en las exposiciones permanentes del "Museo Conmemorativo Ioan Slavici", que está instalado en el castillo de Bohuș, un monumento arquitectónico construido en estilo neoclásico en 1838. Frente al museo, los bustos de Ioan Slavici, Mihai Eminescu, e Ioan Rusu Șirianu están situados, así como la estatua de la baronesa Antonia Bohuș.